# István Pelle
István Pelle (Boedapest, 26 juli 1907 - Buenos Aires, 6 maart 1986) was een Hongaars turner. 
Pelle won in 1930 de wereldtitel aan de rekstok. Tijdens de Olympische Zomerspelen 1932 behaalde Pelle zijn grootste successen met het winnen van olympisch goud op vloer en het paard voltige en de zilveren medaille in de meerkamp en aan de balk. Pelle emigreerde na de Tweede Wereldoorlog naar Argentinië.

## Resultaten

### Olympische Zomerspelen
| Jaar | Plaats      | Resultaten |
| ---- | ----------- | --- |
| 1928 | Amsterdam   | 22e in de meerkamp 10 in de landenwedstrijd 21e op sprong 17e aan de brug 28e aan de rekstok 30 aan de ringen 23e op paard voltige               |
| 1932 | Los Angeles | op vloer op paard voltige op de meerkamp aan de brug 4e in de landenwedstrijd 6e op sprong 4e aan de rekstok 12e aan de ringen 4e bij de salto's |
| 1936 | Berlijn     | 18e in de meerkamp 7e in de landenwedstrijd 23e op vloer 64e op sprong 12e op brug 21e aan de rekstok 25e aan de ringen 17e op paard voltige     |

### Wereldkampioenschappen turnen
| Jaar | Plaats    | Resultaten     |
| ---- | --------- | -------------- |
| 1930 | Luxemburg | aan de rekstok |

1932: István Pelle ·
1936: Georges Miez ·
1948: Ferenc Pataki ·
1952: William Thoresson ·
1956: Valentin Moeratov ·
1960: Nobuyuki Aihara ·
1964: Franco Menichelli ·
1968: Sawao Kato ·
1972: Nikolaj Andrianov ·
1976: Nikolaj Andrianov ·
1980: Roland Brückner ·
1984: Li Ning ·
1988: Sergei Charkow ·
1992: Li Xiaoshuang ·
1996: Ioannis Melissanidis ·
2000: Igors Vihrovs ·
2004: Kyle Shewfelt ·
2008: Zou Kai · 
2012: Zou Kai · 
2016: Max Whitlock · 
2020: Artem Dolgopyat · 
2024: Carlos Yulo
1896: Louis Zutter ·
1904: Anton Heida ·
1924: Josef Wilhelm ·
1928: Hermann Hänggi ·
1932: István Pelle ·
1936: Konrad Frey ·
1948: Paavo Aaltonen, Veikko Huhtanen, Heikki Savolainen ·
1952: Viktor Tsjoekarin ·
1956: Boris Sjachlin ·
1960: Eugen Ekman, Boris Sjachlin ·
1964: Miroslav Cerar ·
1968: Miroslav Cerar ·
1972: Viktor Klimenko ·
1976: Zoltán Magyar ·
1980: Zoltán Magyar ·
1984: Li Ning, Peter Vidmar ·
1988: Dmitri Bilozertsjev, Zsolt Borkai, Ljoebomir Geraskov ·
1992: Pae Gil-su, Vitali Tsjerbo ·
1996: Donghua Li ·
2000: Marius Urzică ·
2004: Teng Haibin ·
2008: Xiao Qin · 
2012: Krisztián Berki · 
2016: Max Whitlock · 
2020: Max Whitlock · 
2024: Rhys McClenaghan